# Mazda 787B

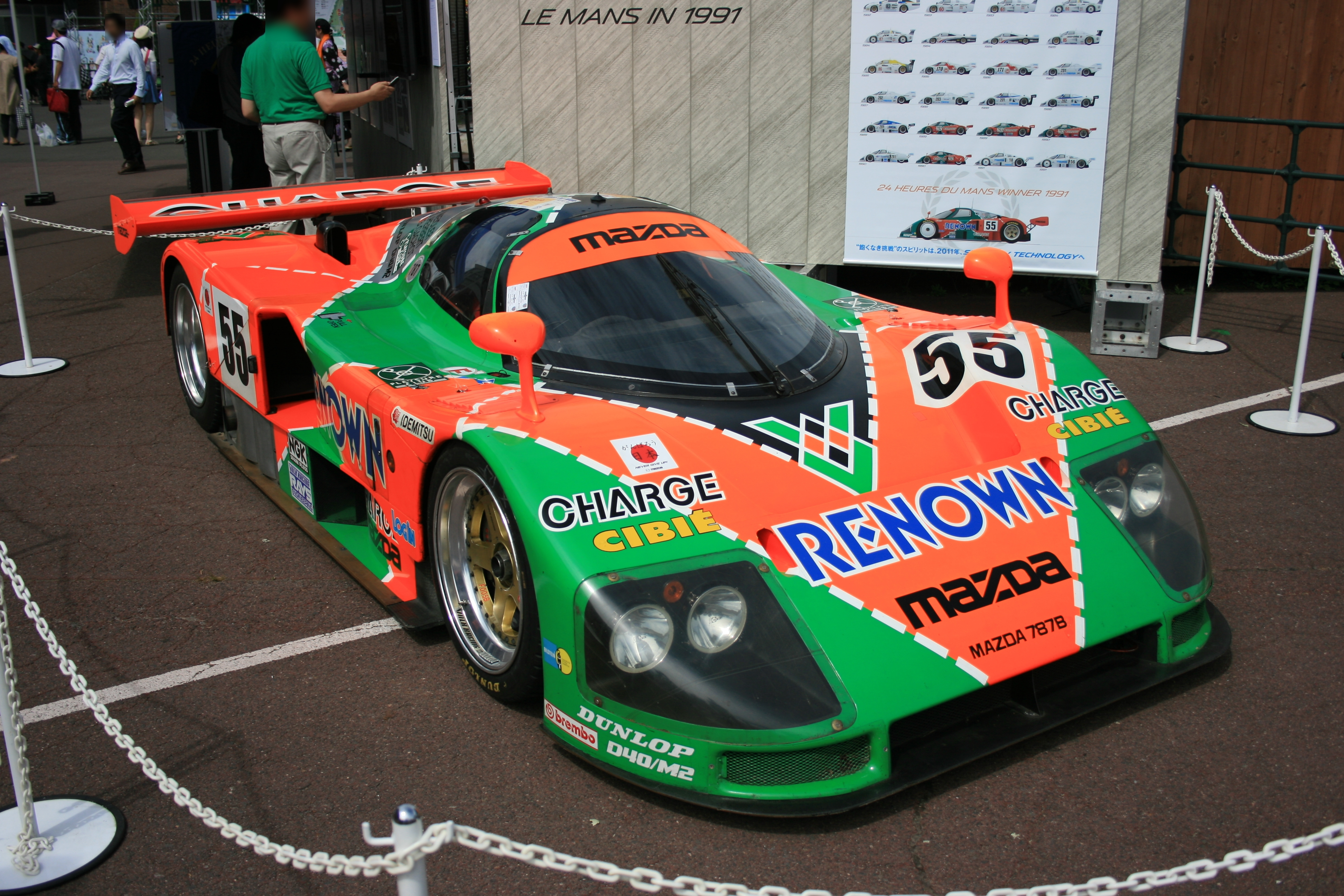
Mazda 787B победитель 24 часа Ле Мана шасси #002

Mazda 787 — мелкосерийный спортивный автомобиль (фактически — штучный спортпрототип), созданный автомобилестроительной компанией Mazda для участия в гонке 24 часа Ле Мана и выигравший её в 1991 году с экипажем Фолькер Вайдлер, Джонни Херберт, Бертран Гашо. Уникальной особенностью автомобиля был роторно-поршневой двигатель. Произведён не менее чем в пяти полностью комплектных автомобилей в двух модификациях — 787 1990 года и 787B 1991 года. Помимо гонки 24 часа Ле Мана 1990 и 1991 годов автомобиль заявлялся заводской командой Mazdaspeed на гонки японского чемпионата спортпрототипов.